# كارول لويد
كارول لويد (بالإنجليزية: Carol Lloyd)‏ هي مغنية مؤلفة أسترالية، ولدت في 17 أكتوبر 1948 في Auchenflower, Queensland ‏ في أستراليا، وتوفي بنفس المكان في 13 فبراير 2017.

## وصلات خارجية
- كارول لويد على موقع ميوزك برينز (الإنجليزية)
- كارول لويد على موقع ديسكوغز (الإنجليزية)